# Тричі відсічений ікосаедр
Тричі відсічений ікосаедр (англ. Tridiminished icosahedron) є одним із багатогранників Джонсона (J63 або M7 (за Залгаллером).
Багатогранник Джонсона — один із 92 строго опуклих багатогранників, що мають правильні грані, але не є однорідним (тобто він не є правильним багатогранником, архімедовим тілом, призмою або антипризмою). Правильногранні багатогранники названі ім'ям Нормана Джонсона, який першим перелічив їх в 1966 р. 
Тричі відсічений ікосаедр складений з 8 граней (а тому є неправильним октаедром): 2+3 = 5 правильних трикутників і 3 правильних п'ятикутників.
Кожна п'ятикутна грань оточена двома п'ятикутними та трьома трикутними гранями; одна трикутна грань оточена трьома п'ятикутними гранями; ще одна трикутна грань оточена трьома трикутними гранями; три трикутні грані оточені двома п'ятикутними та однією трикутною гранню.
Має 15 ребер однакової довжини.
3+6=9 ребер розташовані між п'ятикутною та трикутною гранями, 3 ребра розташовані між двома п'ятикутними гранями, 3 ребра — між двома трикутними гранями.
У тричі відсіченого ікосаедра 9 вершин: 3+3=6 вершини оточені двома п'ятикутними і однією трикутною гранями; 3 вершини оточені однією п'ятикутною та трьома трикутними гранями.
Тричі відсічений ікосаедр має одну вісь поворотної симетрії 3-го порядку, що проходить через центри двох паралельних трикутних граней; а також три площини дзеркальної симетрії, які проходять через вісь симетрії та вершини трикутних граней.
Центру симетрії не має.
Тричі відсічений ікосаедр є одним з елементарних багатогранників Джонсона.:Стор.174
Опуклий багатогранник з правильними гранями є елементарним, якщо його неможливо розділити площиною на два менших опуклих багатогранника з правильними гранями.
Тобто цей багатогранник не утворений шляхом поєднання інших елементарних багатогранників між собою, чи з призмами, антипризмами, або нарощенням на гранях тіл Платона чи Архімеда інших багатогранників.
При відсутності умовних ребер (окрім призм та антипризм) всього існує 28 елементарних багатогранників з правильними гранями.:стор.21

### Назва
Цей багатогранник утворений з правильного ікосаедра шляхом видалення трьох несусідніх його вершин разом з ребрами та гранями, що їх оточують (відсікаються три п'ятикутні піраміди). На їх місці створюються п'ятикутні грані. Звідси й назва —тричі відсічений ікосаедр.

## Формули
У всіх формулах нижче: {\displaystyle \varphi ={\frac {1+{\sqrt {5}}}{2}}\approx 1.6180339887} — відношення «золотого перетину».

### Діагоналі
Кількість діагоналей опуклого багатогранника: {\displaystyle {\binom {B}{2}}-P}, де В — кількість вершин, Р — кількість ребер багатогранника. Для тричі відсіченого ікосаедра:
{\displaystyle {\binom {9}{2}}-15={\frac {9}{2}}\cdot {\frac {8}{1}}-15=36-15=21} діагональ (15 граневих та 6 просторових).
| Діагоналі тричі відсіченого ікосаедра з довжиною ребра {\displaystyle a} | Діагоналі тричі відсіченого ікосаедра з довжиною ребра {\displaystyle a} | Діагоналі тричі відсіченого ікосаедра з довжиною ребра {\displaystyle a} | Діагоналі тричі відсіченого ікосаедра з довжиною ребра {\displaystyle a} |
| ------------------------------------------------------------------------ | ------------------------------------------------------------------------ | ------------------------------------------------------------------------ | ------------------------------------------------------------------------ |
|                                                                          | Граневі діагоналі                                                        | {\displaystyle AB={\frac {1+{\sqrt {5}}}{2}}\cdot a}                     | ≈ 1.618033988{\displaystyle \cdot a}                                     |
| Просторові діагоналі                                                     | {\displaystyle AC={\frac {1+{\sqrt {5}}}{2}}\cdot a}                     | ≈ 1.618033988{\displaystyle \cdot a}                                     |                                                                          |
| Просторові діагоналі                                                     | {\displaystyle AD={\sqrt {\frac {5+{\sqrt {5}}}{2}}}\cdot a}             | ≈ 1.902113032{\displaystyle \cdot a}                                     |                                                                          |

### Метричні характеристики
| Для тричі відсіченого ікосаедра з довжиною ребра {\displaystyle a}: | Для тричі відсіченого ікосаедра з довжиною ребра {\displaystyle a}:                                                    | Для тричі відсіченого ікосаедра з довжиною ребра {\displaystyle a}: |
| ------------------------------------------------------------------- | --- | ------------------------------------------------------------------- |
| Радіус описаної сфери (проходить через всі вершини)                 | {\displaystyle R={\frac {1}{2}}\cdot {\sqrt {\frac {5+{\sqrt {5}}}{2}}}\cdot a={\frac {\sqrt {\varphi +2}}{2}}\cdot a} | ≈ 0.951056516{\displaystyle \cdot a}                                |
| Радіус напіввписаної сфери (дотикається до всіх ребер)              | {\displaystyle \rho ={\frac {1+{\sqrt {5}}}{4}}\cdot a={\frac {\varphi }{2}}\cdot a}                                   | ≈ 1.538841769{\displaystyle \cdot a}                                |
| Вписаної сфери тричі відсічений ікосаедр не має                     | |                                                                     |
| Висота H (Відстань між паралельними трикутними гранями)             | {\displaystyle H={\frac {{\sqrt {3}}\cdot (3+{\sqrt {5}})}{6}}\cdot a={\frac {\sqrt {3}}{3}}\cdot (\varphi +1)\cdot a} | ≈ 1.511522628{\displaystyle \cdot a}                                |
| Площа поверхні                                                      | {\displaystyle S=\left(5{\sqrt {3}}+3\cdot {\sqrt {25+10{\sqrt {5}}}}\right)\cdot a^{2}}                               | ≈ 7.326495711{\displaystyle \cdot a^{2}}                            |
| Об'єм                                                               | {\displaystyle V={\frac {15+7{\sqrt {5}}}{24}}\cdot a^{3}={\frac {4+7\varphi }{12}}\cdot a^{3}}                        | ≈ 1.277186493{\displaystyle \cdot a^{3}}                            |

Описана сфера тричі відсіченого ікосаедра

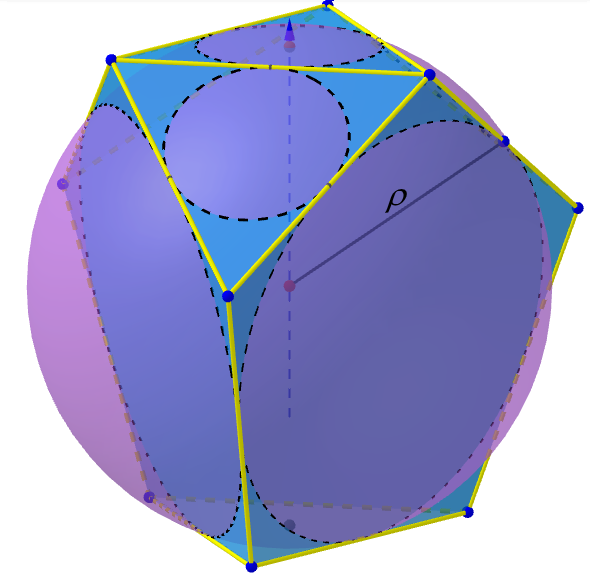
Напіввписана сфера тричі відсіченого ікосаедра

Радіуси описаної та напіввписаної сфер мають таке ж значення як і в правильному ікосаедрі з тою ж довжиною ребра, а їх центри лежать на осі симетрії багатогранника посередині між паралельними трикутними гранями.
Центр масс тричі відсіченого ікосаедра лежить на його осі симетрії на відстані{\displaystyle \left({\frac {{\sqrt {3}}\cdot (3+{\sqrt {5}})}{12}}+{\frac {1}{4}}{\sqrt {\frac {3(7-3{\sqrt {5}})}{10}}}\right)\cdot a={\frac {15{\sqrt {3}}+19{\sqrt {15}}}{120}}\cdot a\approx 0.829728714\cdot a} від нижньої основи (трикутна грань, що оточена трьома п'ятикутними).

### Кути
Плоскі кути граней при вершині: 60°, 108°.
| Кути багатогранника                   | Кути багатогранника | Кути багатогранника                         |
| ------------------------------------- | --- | ------------------------------------------- |
| Двогранний кут між гранями {3} та {3} | {\displaystyle \alpha =\arccos \left(-{\frac {\sqrt {5}}{3}}\right)=2\arctan \left(\varphi +1\right)}                                                                        | ≈ 2.411864997 rad ≈ 138°11′ 22.86638′′      |
| Двогранний кут між гранями {3} та {5} | {\displaystyle \beta =\arccos \left(-{\sqrt {\frac {5-2{\sqrt {5}}}{15}}}\right)={\frac {\pi }{2}}+\arctan \left({\frac {2-\varphi }{2}}\right)}                             | ≈ 1.7595068 rad ≈ 100°48′44.34107′′         |
| Двогранний кут між гранями {5} та {5} | {\displaystyle \gamma =\arccos \left({\frac {\sqrt {5}}{5}}\right)=2\cdot \arctan \left({\frac {1}{\varphi }}\right)}                                                        | ≈ 1.1071487 rad ≈ 63°26′ 5.81576′′          |
| Тілесний кут при вершині 3.3.3.5      | {\displaystyle \Omega _{1}=2\pi -5\cdot \arcsin \left({\frac {2}{3}}\right)-4\cdot \arctan \left({\frac {1}{2}}\left(3{\sqrt {10-2{\sqrt {5}}}}+{\sqrt {5}}-9\right)\right)} | {\displaystyle \Omega _{1}}≈ 2.0595584 ср   |
| Тілесний кут при вершині 3.5.5        | {\displaystyle \Omega _{2}=4\arctan \left({\frac {1}{2}}\left(9-5{\sqrt {3}}-5{\sqrt {5}}+3{\sqrt {15}}\right)\right)}                                                       | {\displaystyle \Omega _{2}} ≈ 1.4845698 ср  |
| Сферичність                           | {\displaystyle \Psi ={\frac {2\cdot {\sqrt[{3}]{5\pi \cdot (47+21{\sqrt {5}})}}}{5{\sqrt {3}}+3{\sqrt {25+10{\sqrt {5}}}}}}}                                                 | {\displaystyle \Psi \thickapprox 0.7770054} |

## Координати вершин
Координати вершин тричі відсіченого ікосаедра з довжиною ребра a = 1:
- {\displaystyle \left({\frac {\sqrt {3}}{3}},0,{\frac {3{\sqrt {3}}+{\sqrt {15}}}{12}}\right)}, {\displaystyle \left(-{\frac {\sqrt {3}}{6}},\pm {\frac {1}{2}},{\frac {3{\sqrt {3}}+{\sqrt {15}}}{12}}\right)} — ці координати задають три вершини верхньої трикутної грані, яка оточена трикутниками.
- {\displaystyle \left(-{\frac {{\sqrt {3}}+{\sqrt {15}}}{6}},0,{\frac {{\sqrt {15}}-{\sqrt {3}}}{12}}\right)}, {\displaystyle \left({\frac {{\sqrt {3}}+{\sqrt {15}}}{12}},\pm {\frac {1+{\sqrt {5}}}{4}},{\frac {{\sqrt {15}}-{\sqrt {3}}}{12}}\right)} — ці координати задають три вершини 3.3.3.5, що лежать між паралельними трикутними гранями.
- {\displaystyle \left(-{\frac {\sqrt {3}}{3}},0,-{\frac {3{\sqrt {3}}+{\sqrt {15}}}{12}}\right)}, {\displaystyle \left({\frac {\sqrt {3}}{6}},\pm {\frac {1}{2}},-{\frac {3{\sqrt {3}}+{\sqrt {15}}}{12}}\right)} — ці координати задають три вершини нижньої трикутної грані, яка оточена п'ятикутниками.

При цьому вісь симетрії тричі відсіченого ікосаедра збігається з віссю координат Oz, площина Оxz збігається з однією з плошин симетрії багатогранника, а початок координат збігається з центром описаної та напіввписаної сфер.
Вершини багатогранника лежать в трьох паралельних площинах, і в кожній з них формують правильний трикутник. Відстані між цими площинами:
{\displaystyle h_{1}=\left({\frac {3{\sqrt {3}}+{\sqrt {15}}}{12}}-{\frac {{\sqrt {15}}-{\sqrt {3}}}{12}}\right)\cdot a={\frac {\sqrt {3}}{3}}\cdot a\approx 0.577350269\cdot a}
{\displaystyle h_{2}=\left({\frac {{\sqrt {15}}-{\sqrt {3}}}{12}}+{\frac {3{\sqrt {3}}+{\sqrt {15}}}{12}}\right)\cdot a={\frac {{\sqrt {3}}+{\sqrt {15}}}{6}}\cdot a\approx 0.934172359\cdot a}

## Двоїстий багатогранник
Тричі відсічений ікосаедр не має канонічно-двоїстого багатогранника (середньовписані сфери обох багатогранників співпадають).
Його топологічно-двоїстий може бути побудований лише загальним чином (кожній грані початкового багатогранника відповідає вершина двоїстого, кожній вершині початкового — грань двоїстого, з дотриманням симетрії початкового багатогранника), а тому форми та розміри двоїстого багатогранника до початкового тричі відсіченого ікосаедра можуть різнитися.
Двоїстий до тричі відсіченого ікосаедра, три-тригонально відсічений ікосаедр (Tri-tridiminished icosahedron, dJ63) ,
має 9 граней: 3 дельтоїди, 3+3=6 рівнобедрених трикутників; 15 ребер, 8 вершин.
| Двоїстий багатогранник | Поєднання тричі відсіченого ікосаедра та його двоїстого | Розгортка двоїстого |
| ---------------------- | ------------------------------------------------------- | ------------------- |
|                        |                                                         |                     |

## Пов'язані багатогранники
До трикутної грані тричі відсіченого ікосаедра (яка оточена п'ятикутниками) можна приєднати правильний тетраедр. При цьому утвориться правильногранний багатогранник Джонсона J64 — нарощений тричі відсічений ікосаедр.
Тричі відсічений ікосаедр є вершинною фігурою однорідного політопа 4-вимірного простору — кирпатого 24-комірника s{3, 4, 3} ((англ.) snub 24-cell). :Стор.174